# Sabit Brokaj
Sabit Brokaj (ur. 7 stycznia 1942 we wsi Brataj k. Wlory, zm. 13 września 2020 w Tiranie) – albański polityk i lekarz wojskowy, minister obrony w latach 1997–1998.

## Życiorys
Po ukończeniu szkoły w rodzinnej miejscowości, w latach 1959–1964 służył na okręcie podwodnym jako sanitariusz, a następnie podjął studia medyczne na Politechnice w Tiranie, które ukończył w 1969. Po ukończeniu studiów pracował jako lekarz w szpitalu w bazie marynarki wojennej w Pashaliman, jako szef służby sanitarnej brygady, a następnie w szpitalu wojskowym w Tiranie. Od 1984 wykładał na Wydziale Medycznym Uniwersytetu Tirańskiego. W latach 1979–1982 specjalizował się w zakresie kardiologii w Paryżu, a także w Niemczech. W latach 1989–1991 pełnił funkcję dziekana Wydziału Medycznego UT. W 1990 uzyskał tytuł profesora. Był autorem kilku prac z zakresu kardiologii, w tym podręcznika dla studentów z zakresu echokardiografii, wydanego w 1988.

## Kariera polityczna
Karierę polityczną rozpoczął w 1991 zdobywając mandat deputowanego w wyborach parlamentarnych (reprezentował wówczas Albańską Partię Pracy, a od czerwca 1991 Socjalistyczną Partię Albanii). W tym samym roku kierował resortem zdrowia. W latach 1992–1996 reprezentował w parlamencie Socjalistyczną Partię Albanii. W latach 1997–1998, po rewolucji piramidowej pełnił funkcję ministra obrony w rządzie Fatosa Nano. Zadaniem nowego ministra było odbudowanie struktur armii albańskiej, która w 1997 przeżyła faktyczny rozpad. Proces ten przebiegał dzięki współpracy z Turcją i Grecją. Oznaczało to także przywrócenie do służby znacznej grupy oficerów, którzy w okresie rządów Demokratycznej Partii Albanii zostali usunięci lub przeszli w stan spoczynku. W latach 1998–2002 Brokaj pełnił funkcję doradcy prezydenta Albanii Rexhepa Meidaniego d.s. obronności. W 2004 wstąpił do Socjalistycznego Ruchu Integracji (LSI), pełniąc w nim funkcję wiceprzewodniczącego. W wyborach 2005 zdobył mandat deputowanego już jako przedstawiciel LSI. W styczniu 2008 złożył mandat deputowanego i wycofał się z życia politycznego. W 2015 został wyróżniony tytułem Honorowego Obywatela Wlory.
Był żonaty, miał dwoje dzieci. Zmarł na atak serca w Tiranie.

## Publikacje
- 2001: Trokitje e përmalluar : tregime, përshkrime, reportazhe, skica letrare
- 2003: Mandilebukurat : pershkrime, reportazhe, tregime